# 취득세
취득세(取得稅)는 토지, 건축물, 차량을 취득한 자에게 재산의 이전이라는 사실 자체에 대한 담세력을 인정하여 부과되는 조세이다.

## 취득의 정의
'취득'이란 매매, 교환, 상속, 증여, 기부, 법인에 대한 현물출자, 건축, 개수(改修), 공유수면의 매립, 간척에 의한 토지의 조성등과 그밖에 이와 유사한 취득으로서 원시 취득, 승계취득 또는 유상·무상의 모든 취득을 말한다.
지방세법 시행규칙 기본통칙6-8의 취득의 의미로는 [지방세법] 제6조제1호에서 '취득'이란 취득자가 소유권이전등기'등록 등 완전한 내용의 소유권을 취득하는가의 여부에 관계없이 사실상의 취득행위(잔금지급,연부금완납 등) 그 자체를 말하는 것이다.

## 관련 문헌
김의효, 《지방세편람》, 한국지방세연구회(주) 2016